# Jamestown (wyspa)
Jamestown, także Jamestown Island – wyspa na rzece James w stanie Wirginia.
W 1607 roku Anglicy założyli na wyspie pierwszą stałą osadę na kontynencie amerykańskim, nazywając ją na cześć króla Jakuba I Stuarta. Od 1619 r. miała własne zgromadzenie ustawodawcze. Do 1700 r. osada była stolicą kolonii Wirginia. Od 1936 r. stanowi teren Colonial National Historical Park.